# Trojaka kontemplacja
Trojaka kontemplacja – termin związany ze szkołą tiantai dotyczący trzech rodzajów kontemplacji stworzonych przez patriarchę szkoły Zhiyi.

## Objaśnienie pojęcia
Potrójna kontemplacja była praktyczną stroną koncepcji Zhiyi o potrójnej prawdzie, kluczowym terminie związanym z tradycją tiantai.
Trojaka kontemplacja (chiń. sanguan) odnosi się do ogólnego wzoru praktyki, która pozwala osiągnąć wgląd w prawdziwą naturę rzeczywistości. W swoim komentarzu do Sutry Wimalakirtiego Zhiyi napisał:
Rzeczywistość jako dwie prawdy i trojaka prawda są obiektywną sferą, która jest oświecona przez trojaką kontemplację
Potrójna kontemplacja jest głównym tematem doktrynalnego tekstu szkoły Fahua xuanyi (法华玄義) (zestawionego z wykładów Zhiyi przez Guandinga) i bardziej praktycznie nastawionego – Mohe zhiguan (摩訶止観).
Trojaka kontemplacja odnosi się do "trojakiego wygaśnięcia" (chiń. sanzhi, skt śamatha) i "trojakiego wglądu" (chiń. sanguan, skt wipaśjana). Dojrzałe rozwinięcie pojęcia Zhiyi przedstawił w Mohe zhiguan.
Najpierw Zhiyi przedstawił "trzy zręczne wygaśnięcia":
- Wygaśnięcie jako wgląd w prawdziwą istotę rzeczywistości. Jest to krok poza "naiwny realizm", w którym akceptuje się substancjalne istnienie obiektywnej rzeczywistości, do urzeczywistnienia "pustości" (skt. siunjata) wszystkich rzeczy i nieistnienia żadnego substancjalnego Bytu.
- Wygaśnięcie jako wgląd w korzystne uwarunkowania. Odnosi się to do kontemplacji (lub wglądu w) rzeczywistości jako konwencjonalnego istnienia wszystkich rzeczy, które powstały dzięki "uwarunkowanemu powstaniu", co Zhiyi nazwał "niepustością pustości" (chiń. kong fei kong). Pustość wszystkich rzeczy nie oznacza nicości.
- Wygaśnięcie jako koniec rozróżniających ekstremizmów. Odnosi się to do kontemplacji (lub wglądu w) synonimicznej natury obu krańcowości: pustki i konwencjonalnego istnienia.  Rozróżniające i jednostronne przywiązanie do pustki lub konwencjonalnego istnienia jest błędne. Potrzebne jest urzeczywistnienie, że zarówno "pustość" jak i "konwencjonalne istnienie", rozumiane właściwie, odnoszą się do tej samej rzeczy, i że rzeczywistość jest równocześnie pozbawiona (pusta) substancjalnego Bytu i konwencjonalnego istnienia[2].

Trojaka kontemplacja odnosi się bezpośrednio do nauk Zhiyi o potrójnym wzorze kontemplacji, którego celem jest osiągnięcie wglądu w naturę rzeczywistości i urzeczywistnienie stanu buddy. Sam termin zaczerpnięty jest z apokryficznej sutry chińskiej Yingluojing. Jednak sutra ta nie zawierała żadnych szczegółów i objaśnień.
Zhiyi wykorzystał termin i w połączeniu z trojaką prawdą utworzył podstawowe pojęcie jego systemu doktryny buddyjskiej i praktyki.
Trzy kontemplacje
- Poziom pierwszy. Wejście w pustość z konwencjonalnej egzystencji.

Na tym poziomie "konwencjonalna egzystencja" odnosi się do zwyczajnego, błędnego postrzegania fenomenów jako istniejących substancjalnie (skt jako svabhāva), a "wejście w pustość" oznacza zanegowanie istnienia niezależnego substancjalnego Bytu w tych fenomenach.
Sam Zhiyi określił to słowami:
Gdy ktoś wchodzi w pustość, postrzega nie tylko pustość ale także poznaje [prawdziwą naturę] konwencjonalnego istnienia.
- Poziom drugi. Wejście w konwencjonalną egzystencję z pustości.

Na tym poziomie kontemplacji, "konwencjonalna egzystencja" odnosi się do właściwego zrozumienia i pozytywnej akceptacji obiektywnych fenomenów jako współzależnie i uwarunkowanie powstałych. "Pustość" odnosi się tu do błędnego przywiązania do pojęcia pustości lub błędnego zrozumienia pustości jako zwykłej nihilistycznej pustki.
- Poziom trzeci. Kontemplacja o "drodze środkowej" jako najwyższym zrozumieniu.

Odnosi się to do najwyższego poziomu kontemplacji, gdy ktoś równocześnie i właściwie postrzega ważność zarówno pustości jak i konwencjonalnej egzystencji. Stają się one synonimiczne.
Zhiyi przedstawiał owe kontemplacje jako stopniowy rozwój od kontemplacji pierwszej do ostatniej. Nazwał to "kontemplacją progresywną" (chiń. cidi sanguan).